# عالم سبيط النيلي
عالم سبيط النيلي هو باحث ومفكر عراقي مهتم بالدراسات القرآنية، من مواليد عام 1956 م بابل.

## حياته
نشأ المفكر عالم سبيط النيلي في قرية السورة التابعة لناحية النيل شمال مدينة الحلة في محافظة بابل وقد أنهى دراسته الثانوية في ثانوية الفيحاء في الحلة وأكمل دراسة البكلوريوس والماجستير في جامعة أوديسا / أوكرانيا

## سيرته الفكرية
ألقت دراسته الهندسية بظلالها على نظرته للقرآن الكريم ككتابٍ إلهي يحتوي نظاماً هندسياً يليق بالمتحدث العظيم الذي خلق كل شيء بقدر، فحري بكلامه أن يكون دقيقاً ومحتوياً لنظامٍ هندسيٍ متكاملٍ بدءاً من الحروف وصولاً إلى المفاهيم. وهذا ما دفعه إلى رفض تبني نفس الطرائق الموروثة لدى المفسرين واللغويين في فهم القرآن الكريم.
وقد وضع في كتابه النظام القرآني جملة من المباديء لقراءة كتاب الله ومعاملته بطريقة تختلف عن طريقة التعامل مع كلام خلقه إيمانا منه بان كلام الخالق قصدي الدلالة وكلام خلقه قد يتخلله الاعتباط والعشوائية في توظيف الدلالات كالمجاز والترادف والمشترك اللفظي وغيرها.
ليس القرآن الكريم هو الوحيد قصدي الدلالة في نظر عالم سبيط وإنما حديث النبي (ص) وأهل البيت (ع) أيضا، بل إنه يرى أن اللغة في الأصل وبشكلها العام قصدية الدلالة أيضا لكن تغير الظروف الزمكانية والاجتماعية هي التي تتحكم بمدى ثبات قصدية لغة مجتمع ما من عدمه.
لقد استطاع إلى حد ما من إيجاد روابط عميقة بين قصدية كلام النبي (ص) وأهل بيته (ع) وبين كلام الله تعالى.
أثارت أفكاره زوبعة من الاعتراضات والإتهامات من قبل المؤسسة الدينية (إلا ما ندر) وكذلك بعض أطراف المؤسسة الثقافية حتى وصل الأمر إلى إتهامه بالعمالة والكفر ولم يسعفه الوقت للرد على تلك الإتهامات لأنه قد وافاه الأجل (مسموماً) في أربعينياته بتأريخ 17/8/2000 .
لكن بالمقابل حصل النيلي على تأييد ودعم الكثير من الأكاديميين وأساتذة الجامعات في العراق، خصوصا بعد بروز نجمه بعد وفاته وبعد انتهاء حكم صدام حسين (ل) الذي كان يمثل مانعاً رئيسياً من ظهور الفكر النيلي القصدي إلى العلن، فعُقدت بعض الندوات والأمسيات التي تناولت فكره فساهمت إلى حد ما في نشر أفكاره واجتيازها حاجر الحدود شيئاً فشيئاً لتصل إلى العديد من الدول العربية والإقليمية والقراء العرب حول العالم.
تأثر الكثير من الأكاديميين والمثقفين بافكاره ونظرياته فأخذ بعضهم على عاتقهم إكمال ما أبتدأه النيلي ببحوث تعتمد المنهج القصدي الذي أسسه سواء على الصعيد القرآني أوعلى الصعيد الفكري بشكل عام كالتأريخ واللغة والفلسفة.
ولقد أُنشئ أكثر من موقع مستقل في صفحات الإنترنَت وأكثر من صفحة ومجموعة على الفيسبوك تتناول الفكر النيلي وأخذت بالانتشار المطرد.

## وفاته
توفي النيلي في ليلة الجمعة من يوم 17 من شهر أغسطس سنة م 2000 عن عمر 44 عاماً.

## آثاره
1. اللغة الموحدة: في ثلاثة أجزاء، كتاب يؤسس لنظرية جديدة في علم اللغة العام تقوم على مبدأ قصدية الإشارة اللغوية وهذه النظرية هي بمثابة الجزء الأساس من مشروع (الحل القصدي للغة)، يكشف عن الدلالة (الحركية) الكامنة في الأصوات وبالتالي عن الدلالة العامة في الألفاظ.
2. النظام القرآني مقدمة في المنهج اللفظي. وفيه مباديء المنهج اللفظي لأجل التعامل بقصدية مع كتاب الله. ويعد هذا الكتاب من أهم كتبه في المجال القرآني.
3. نظام المجموعات. يصنف فيه المجاميع القرآنية قصديا (كالمؤمنون والذين امنوا والكافرون والكفار والكفرة وغيرهم ويشرح الفرق بين المجموعات وفق القرآن) ويشرح عائدية الضمائر في بعض الآيات وتفسيرها حسب المنهج اللفظي وتقسيم المجموعات الكبيرة إلى مجموعات فرعية وكذلك ترتيب المجموعات عددياً من حيث ترابطها زمانياً أومكانياً.
4. الحل القصدي للغة في مواجهة الاعتباطية. ينقد فيه الكثير من الآراء الفلسفية واللغوية التي تبناها مشاهير العلماء مثل فرديناند دوسوسور وعبد القاهر الجرجاني والفارابي وغيرهم.
5. الحل الفلسفي بين محاولات الإنسان ومكائد الشيطان. نقد للكثير من الفلسفات القديمة والمعاصرة في مشهد فيه مزيج من الفن القصصي والمسرحي.
6. البحث الأصولي بين الحكم العقلي للإنسان وحكم القرآن. نقد للفكر الأصولي الذي تتبناه الكثير من المؤسسات الدينية، ويشاع أنه قد ألفه في أقل من شهر واحدٍ.
7. المحاضرات القصدية.
8. حوارية الكفر والإيمان.
9. بين النشاز الديني والانغلاق الثقافي. وفيه نقد للمؤسسة الثقافية وبعض أعلامها كـ (نصر حامد أبوزيد) و (محمد شحرور) و (محمد عمارة) و (صادق جلال العظم) وغيرهم.
10. الشهاب الثاقب للمحتج بكتاب الله في الرد على أحمد الكاتب.
11. نجوم القرآن الكريم في ولاية أمير المؤمنين (توفي ولم يكمله).
12. ملحمة جلجامش والنص القرآني. يتحدّث عن وحدة الشخصيتين جلجامش وذي القرنين على ضوء اللغة والعلم والنص القرآني ويثبت وحدتهما بين الملحمة المذكورة في الالواح البابلية والسومرية وبين القرآن والاحاديث المروية عن ذي القرنين.
13. طور الاستخلاف (الطور المهدوي): دراسة في مستقبل الجنس البشري وحتمية الطور المهدوي على ضوء القرآن والسّنة. يتميز الكتاب بشرح العلامات الكونية ذات البعد الفلكي التي تحدث قبل الطور المهدوي ووراثة الأرض. ويوجد جزء ثاني بعنوان العلامات الاجتماعية أوجنات الطور المهدوي ولم يصدر بعد.
14. أصل الخلق وأمر السجود بين الولاية والتوحيد.
15. الشهادة الثالثة لـعلي بن أبي طالب. (توفي قبل إكماله)
16. الطب القرآني.

## وصلات خارجية
- النيلي يتحدث عن ملحمة جلجامش والنص القرآني